# توني بلاكبيرن
توني بلاكبيرن (بالإنجليزية: Tony Blackburn)‏ هو مقدم تلفزيوني ودي جيه بريطاني، ولد في 29 يناير 1943 في غلدفورد في المملكة المتحدة.

## وصلات خارجية
- توني بلاكبيرن على موقع IMDb (الإنجليزية)
- توني بلاكبيرن على موقع ميوزك برينز (الإنجليزية)
- توني بلاكبيرن على موقع ديسكوغز (الإنجليزية)
- توني بلاكبيرن على موقع قاعدة بيانات الفيلم (الإنجليزية)